# Žaga, Teholica ob Vrbskem jezeru
Žaga (nemško Saag) je naselje v Občini Teholica v Okraju Celovec-dežela na Koroškem v Avstriji.